# Škoda Kodiaq II
Der Škoda Kodiaq II ist die zweite Generation des von Škoda gebauten Sport Utility Vehicle Kodiaq.

## Überblick
Die zweite Generation der Baureihe wurde im Oktober 2023 vorgestellt und wird seit Dezember 2023 verkauft. Sie ist 61 Millimeter länger als die erste, Breite und Höhe blieben in etwa gleich. Auf Wunsch ist weiterhin eine dritte Sitzreihe erhältlich. Das Kofferraumvolumen wächst um 70 l auf 340 l. Bei umgeklappten Sitzen erhält man bis zu 845 l. Die fünfsitzige Variante bietet bis zu 910 l. Werden alle hinteren Sitze umgeklappt, stehen bis zu 2105 l zur Verfügung.

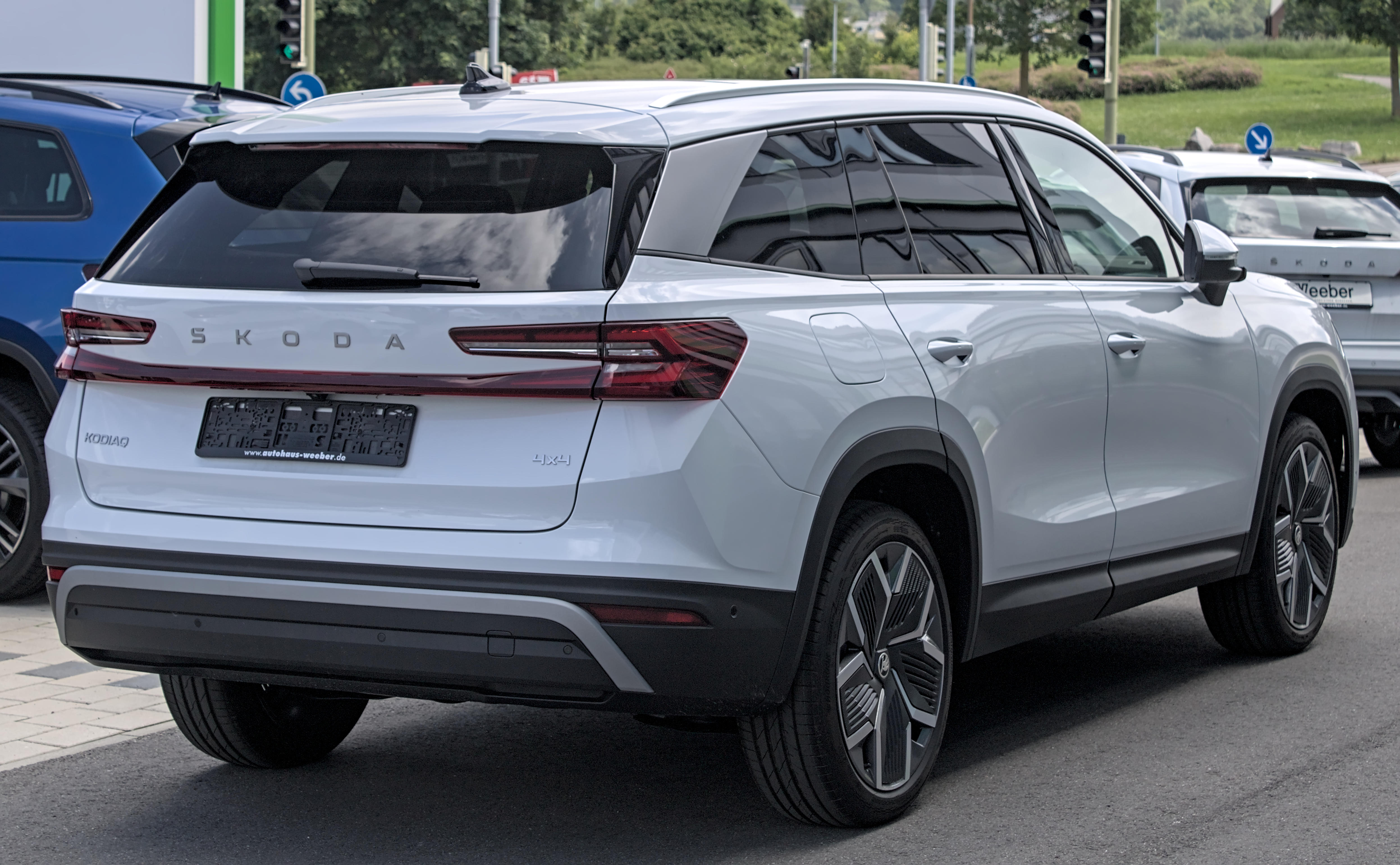
Heckansicht
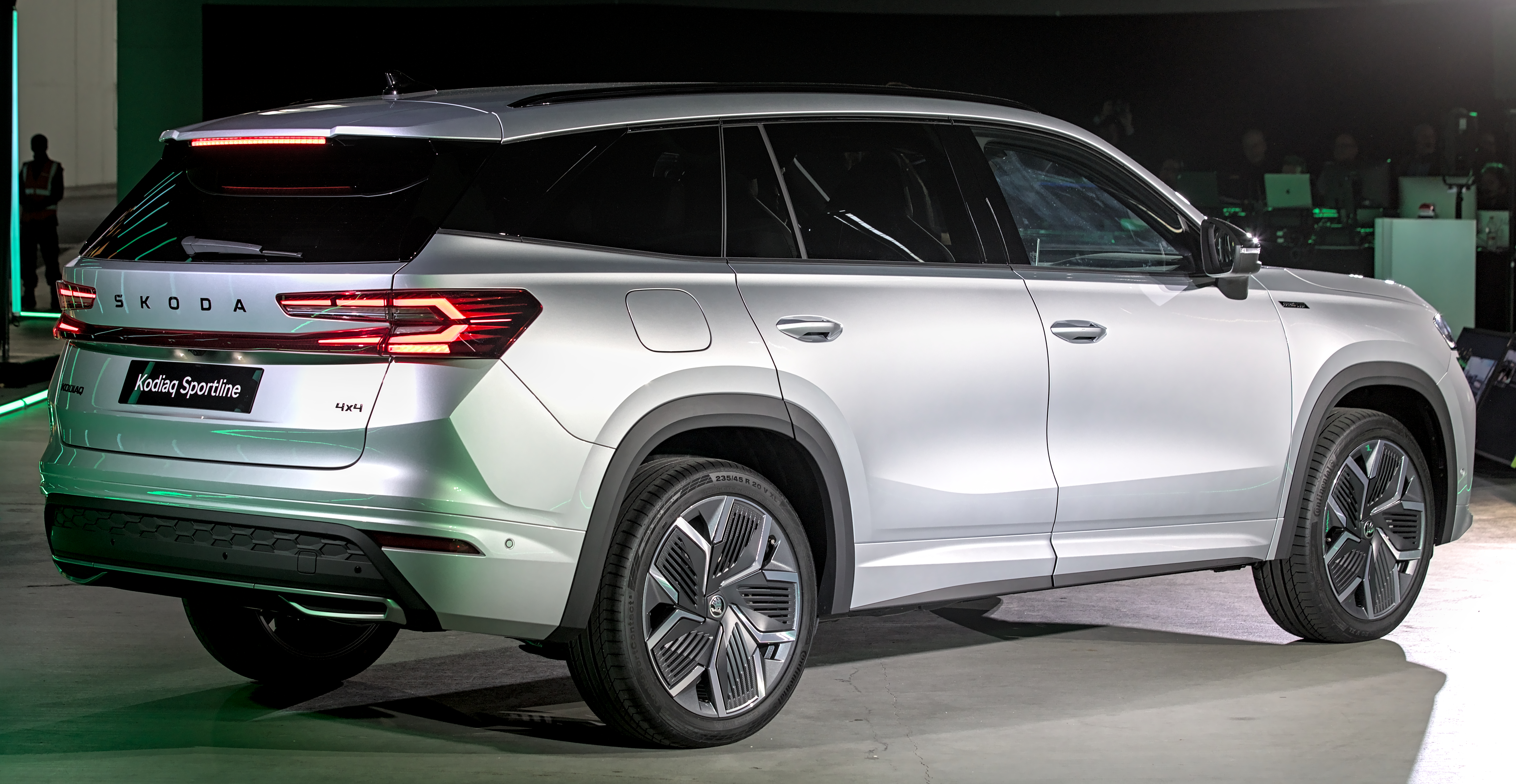
Škoda Kodiaq Sportline (seit 2023)
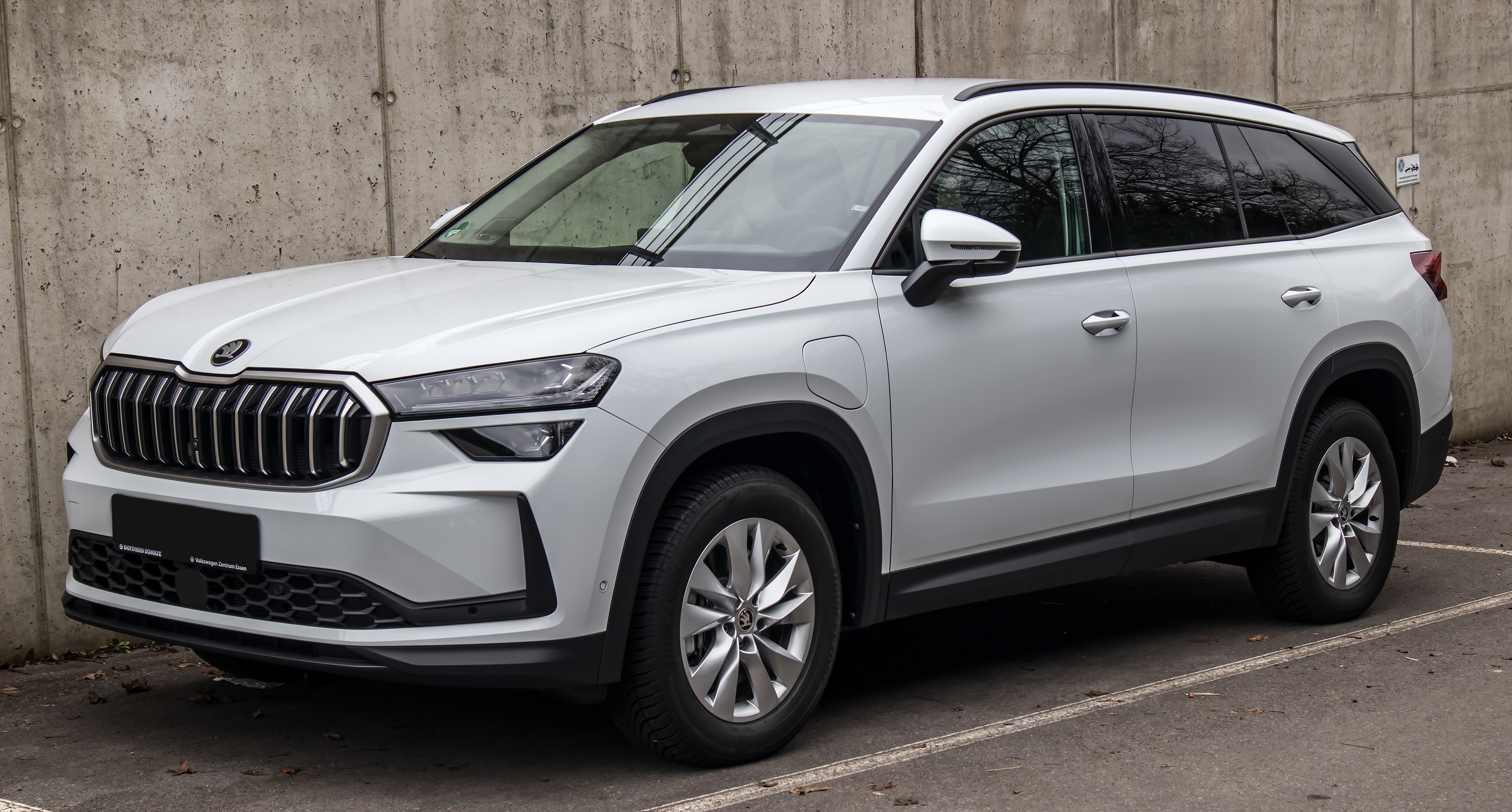
Škoda Kodiaq iV (seit 2024)
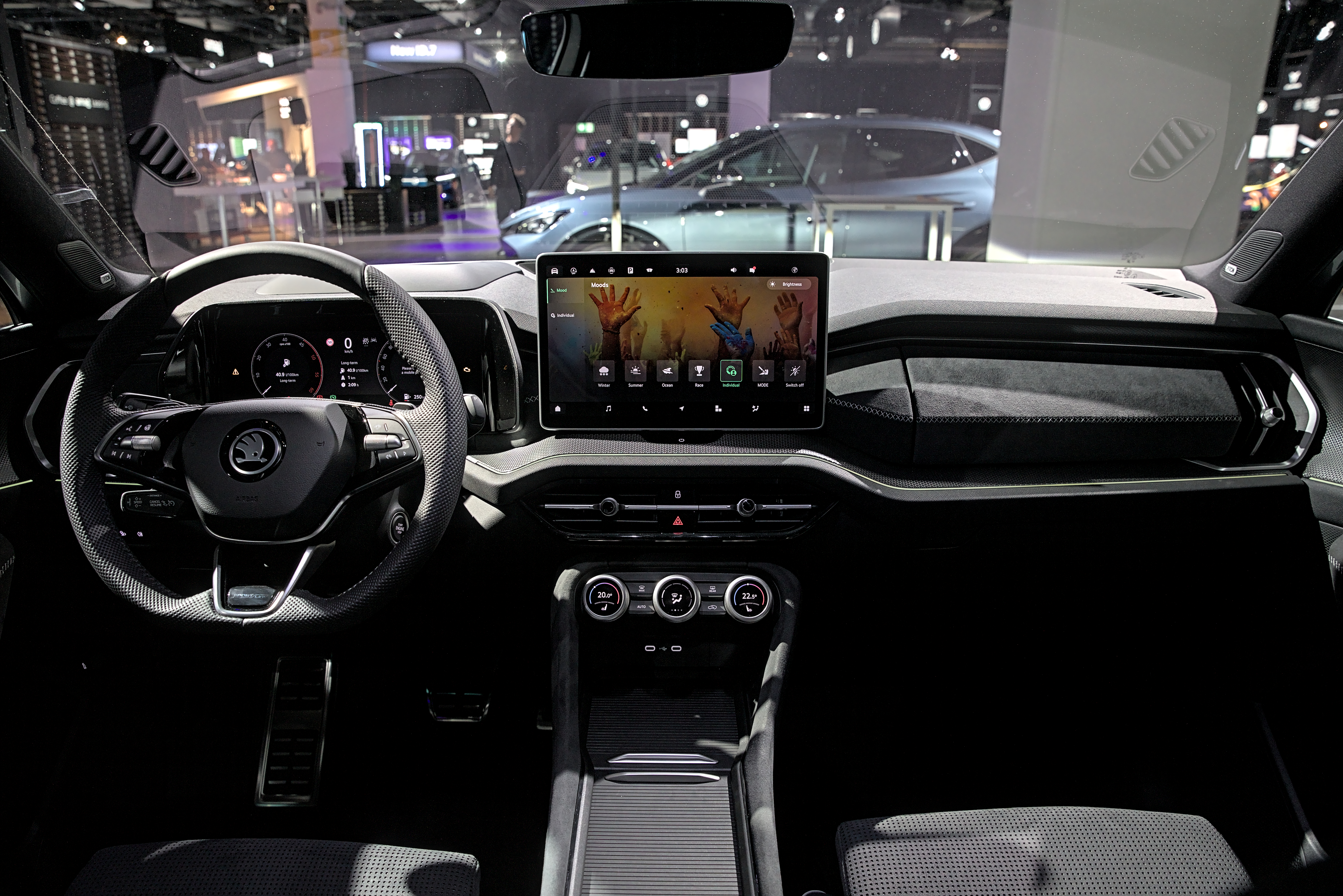
Innenansicht
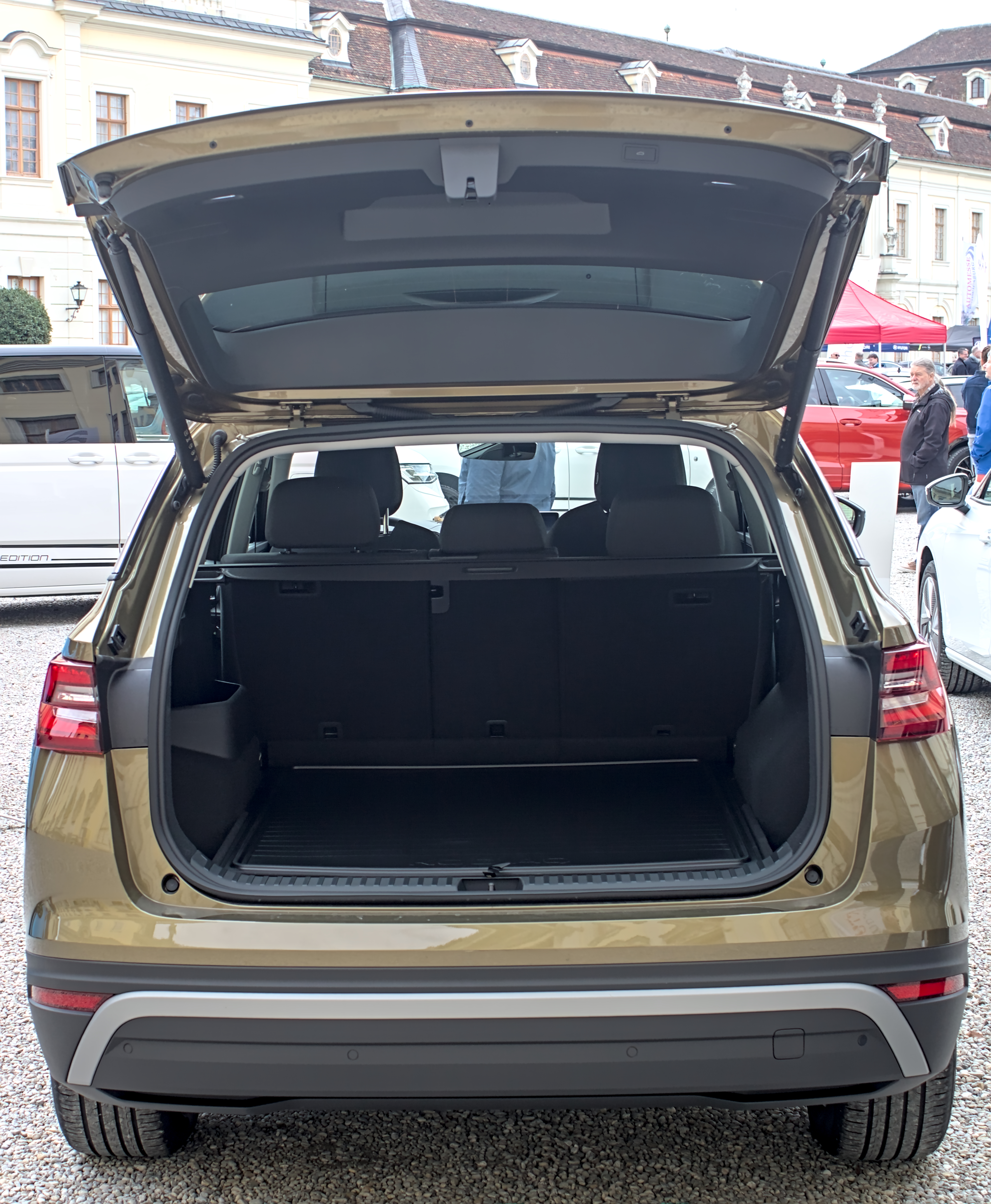
Kofferraum

## Sicherheit
Im Juli 2024 wurde der Kodiaq II vom Euro NCAP auf die Fahrzeugsicherheit getestet. Er erhielt fünf von fünf möglichen Sternen.

## Technik
Als Basis dient die Plattform MQB evo. Der cw-Wert beträgt nun 0,283. Die Räder sind 17 bis 20 Zoll groß. Die Vorderachse hat einen Hilfsrahmen. Beim adaptiven DCC-Fahrwerk können die Zug- und die Druckstufe der Dämpfer getrennt geregelt werden; dazu sind zwei Ventile eingebaut. Matrixlicht wird angeboten, in der Sportline-Version ist es serienmäßig. Auf Wunsch ist eine Beleuchtung des Kühlergrills erhältlich.
Der Wagen hat eine verbesserte Geräuschdämmung. Für den Fahrer gibt es auf Wunsch ein Head-up-Display. Anstelle ausschließlicher Bedienung über den Touchscreen gibt es Drehregler in der Mittelkonsole. Dem mittleren können verschiedene Funktionen zugewiesen werden (Smart Dial). 
Der Gangwahlschalter wurde an der Lenksäule angebracht.

### Antrieb
Fünf Motorisierungen stehen zur Wahl: zwei Ottomotoren, zwei Dieselmotoren und erstmals auch ein Plug-in-Hybrid. Alle reinen Verbrennungsmotoren werden mit einem Sieben-Gang-Doppelkupplungsgetriebe kombiniert. Der 1,5-l-TSI-Ottomotor leistet als Mildhybrid 110 kW (150 PS) und treibt die Vorderräder an. Der 2,0-l-TSI-Ottomotor mit 150 kW (204 PS) wird mit Allradantrieb angeboten. Als 2,0-l-TDI-Dieselmotor stehen ebenfalls 110 kW (150 PS) zur Verfügung. Die stärkere Diesel-Variante leistet 142 kW (193 PS) und hat Allradantrieb. Im Plug-in-Hybrid werden ein 1,5-l-TSI-Ottomotor mit einem Elektromotor und einem Sechs-Gang-Doppelkupplungsgetriebe kombiniert. Der Akkumulator hat einen Energieinhalt von 25,7 kWh; er mindert den Kofferraum auf 745 Liter. Die elektrische Reichweite soll 100 km betragen. Die Ladeleistung beträgt mit Wechselstrom 11 kW bzw. 50 kW mit Gleichstrom. Eine RS-Version mit 195 kW (265 PS) wurde im Oktober 2024 vorgestellt.

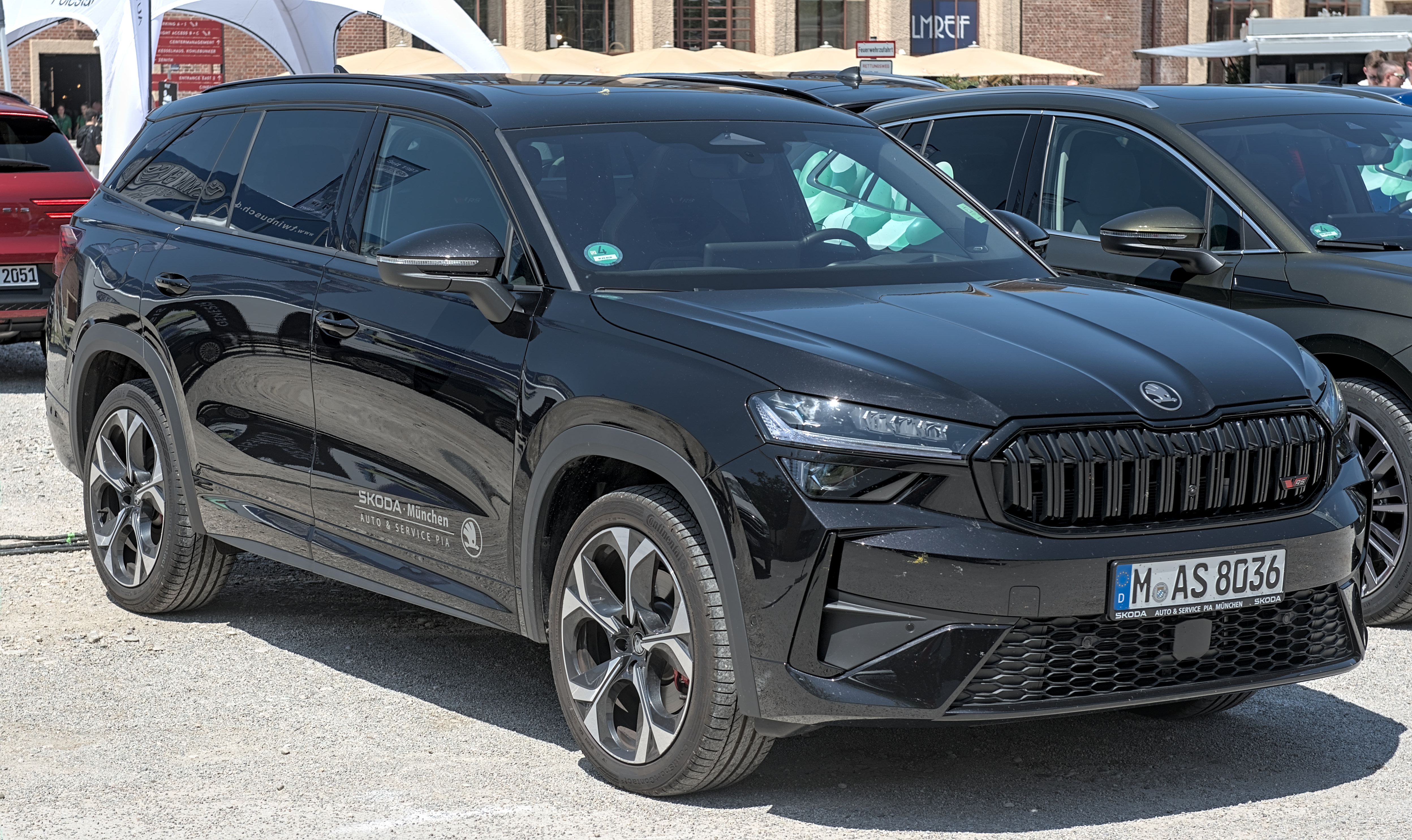
Škoda Kodiaq RS (seit 2024)
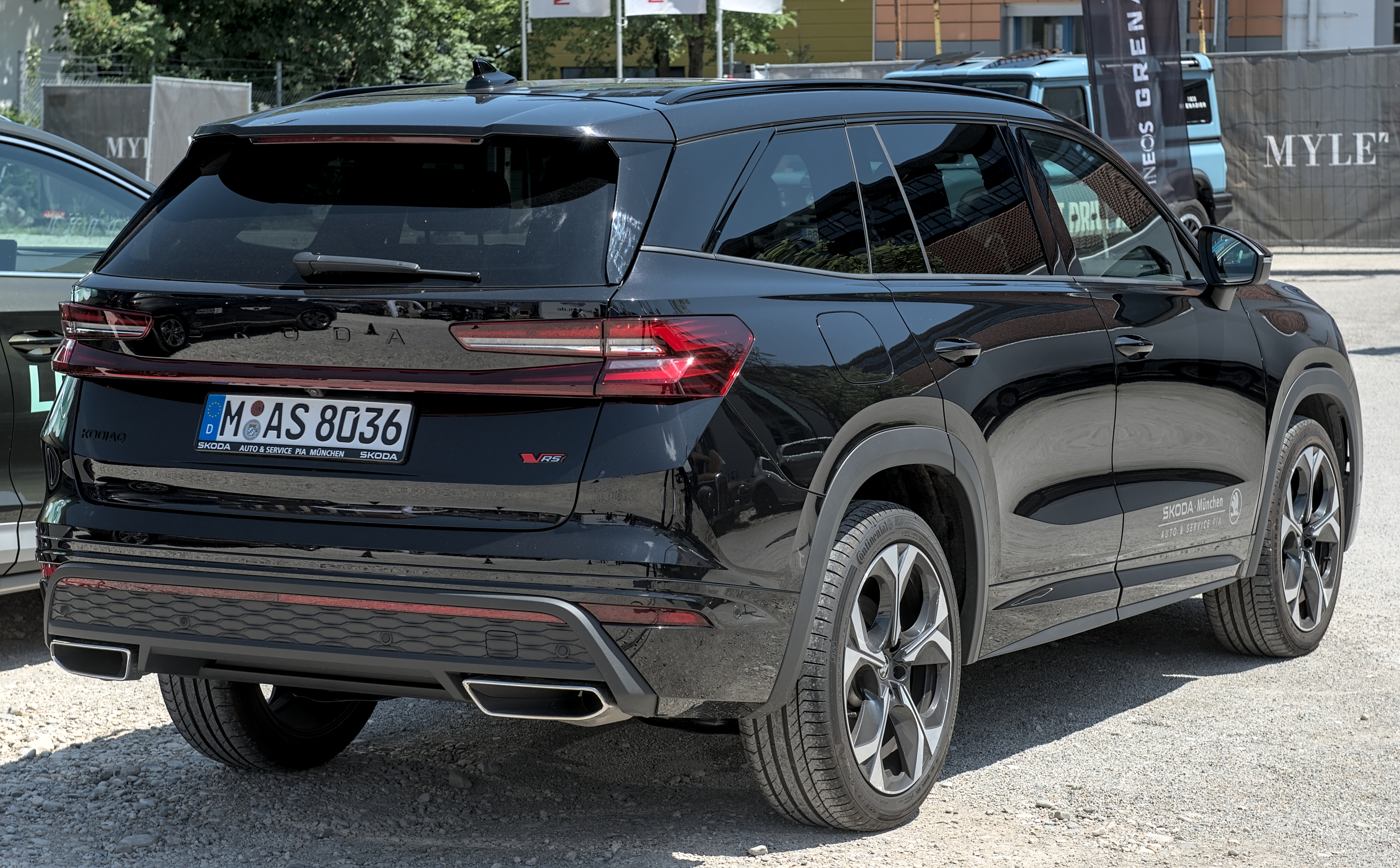
Heckansicht

## Technische Daten
|                                             | 1.5 TSI mHEV              | 2.0 TSI 4X4               | 2.0 TSI 4X4 RS            | 1.5 TSI iV PHEV               | 2.0 TDI                   | 2.0 TDI 4X4               |
| ------------------------------------------- | ------------------------- | ------------------------- | ------------------------- | ----------------------------- | ------------------------- | ------------------------- |
| Bauzeitraum                                 | seit 02/2024              | seit 10/2024              | seit 11/2024              | seit 04/2024                  | seit 12/2023              | seit 12/2023              |
| Motorkenndaten                              |                           |                           |                           |                               |                           |                           |
| Motorbaureihe                               | VW EA211 evo 2            | VW EA888                  | VW EA888                  | VW EA211 evo 2                | VW EA288 evo              | VW EA288 evo              |
| Motortyp                                    | R4-Ottomotor              | R4-Ottomotor              | R4-Ottomotor              | R4-Ottomotor + Elektromotor   | R4-Dieselmotor            | R4-Dieselmotor            |
| Motoraufladung                              | Turbolader                | Turbolader                | Turbolader                | Turbolader                    | Turbolader                | Turbolader                |
| Hubraum                                     | 1498 cm³                  | 1984 cm³                  | 1984 cm³                  | 1498 cm³                      | 1968 cm³                  | 1968 cm³                  |
| max. Leistung bei min−1                     | 110 kW (150 PS)/5000–6000 | 150 kW (204 PS)/4500–6000 | 195 kW (265 PS)/5000–6500 | 150 kW (204 PS)/5000–6000 (1) | 110 kW (150 PS)/3000–4200 | 142 kW (193 PS)/3500–4200 |
| max. Drehmoment bei min−1                   | 250 Nm/1500–3500          | 320 Nm/1500–4400          | 400 Nm/1650–4350          | 350 Nm/1500–4000 (2)          | 360 Nm/1600–2750          | 400 Nm/1750–3250          |
| Kraftübertragung                            |                           |                           |                           |                               |                           |                           |
| Antriebsart                                 | Vorderradantrieb          | Allradantrieb             | Allradantrieb             | Vorderradantrieb              | Vorderradantrieb          | Allradantrieb             |
| Getriebe, serienmäßig                       | 7-Gang-DSG                | 7-Gang-DSG                | 7-Gang-DSG                | 6-Gang-DSG                    | 7-Gang-DSG                | 7-Gang-DSG                |
| Messwerte                                   |                           |                           |                           |                               |                           |                           |
| Leergewicht EU                              | 1661–1905 kg              | 1765–2012 kg              | 1859–2010 kg              | 1913–2084 kg                  | 1733–1959 kg              | 1792–2011 kg              |
| Beschleunigung 0–100 km/h                   | 9,7–9,9 s                 | 7,3–7,5 s                 | 6,3–6,4 s                 | 8,4 s                         | 9,6–9,8 s                 | 7,8–8,0 s                 |
| Höchstgeschwindigkeit                       | 205–207 km/h              | 222–226 km/h              | 231 km/h                  | 210 km/h                      | 203–205 km/h              | 217–220 km/h              |
| Kraftstoffverbrauch auf 100 km (kombiniert) | 5,5–7,6 l Super           | 7,4–7,9 l Super           | 8,2–8,5 l Super           | 0,4–0,5 l Super               | 4,9–6,4 l Diesel          | 5,6–7,3 l Diesel          |
| CO2-Emission                                | 126–173 g/km              | 172–181 g/km              | 186–193 g/km              | 9–12 g/km                     | 128–168 g/km              | 147–195 g/km              |
| Abgasnorm                                   | Euro 6e                   | Euro 6e                   | Euro 6e                   | Euro 6e                       | Euro 6e                   | Euro 6e                   |